# Avenue (archéologie)

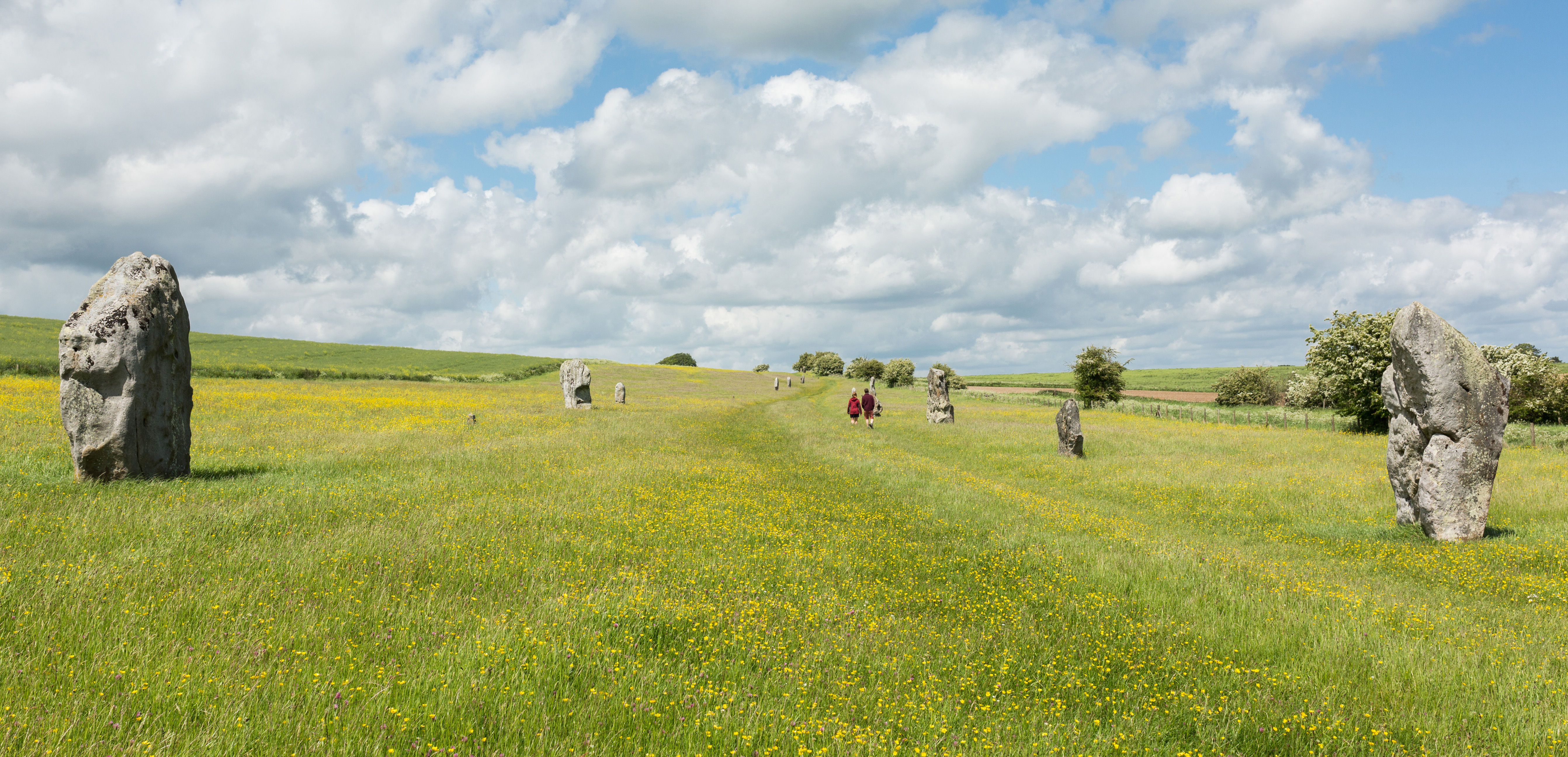
Kennet Avenue, à Avebury

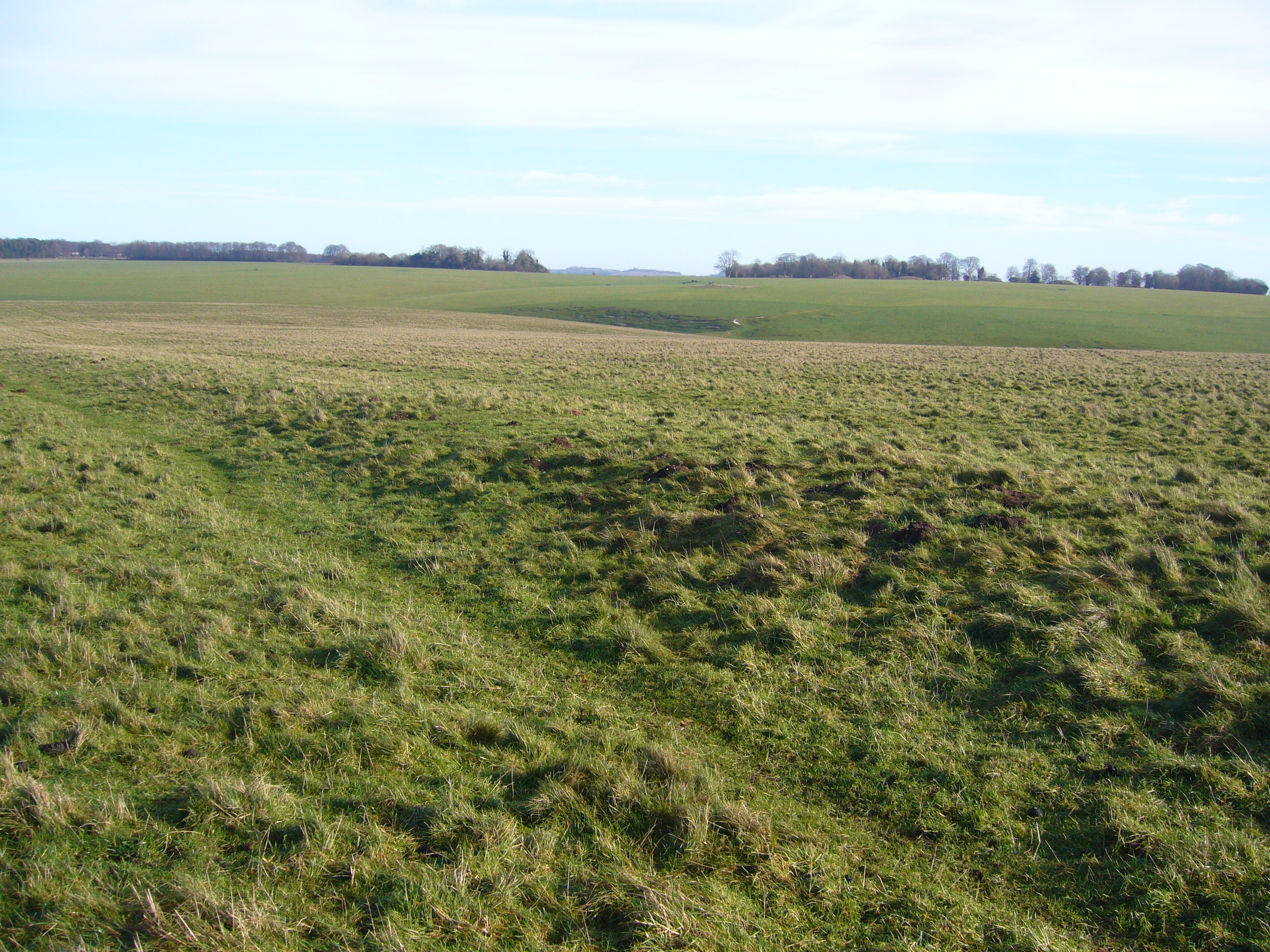
L'Avenue de Stonehenge

Une avenue est, dans l'archéologie britannique, une bande de terre comprise entre deux lignes parallèles marquées au sol. On les trouve dans les Îles Britanniques, principalement dans le centre et le sud de l'Angleterre. Ces avenues peuvent atteindre 30 m de largeur. Elles sont ouvertes aux extrémités et bordées d'alignements de mégalithes ou d'anciens pieux de bois, parfois aussi de talus et de fossés de faible hauteur.

## Description
La plupart de ces structures sont droites et de faible longueur (type I, de moins de 800 m de long). Certaines sont courbes et nettement plus longues (type II, pouvant atteindre une longueur de 2,5 km). Ces avenues relient souvent des cercles de pierre (cromlechs) à des cours d'eau. Elles sont un des éléments qui constituent les paysages rituels du Néolithique récent et de l'Âge du bronze ancien.
Les avenues sont identifiées par des vestiges d'alignements de mégalithes ou de travaux de terrassement identifiables au sol, ou par la prospection aérienne qui révèle souvent leurs bordures parallèles. Dans la plupart des cas, c'est l'association de l'avenue avec d'autres monuments architecturaux contemporains qui permet de les identifier.
Les avenues se distinguent des cursus, qui comportent des travaux de terrassement fermant leurs extrémités et ne sont pas bordés d'alignements de pierres ou de pieux de bois.

## Interprétation
Les avenues auraient été des voies cérémonielles ou des chemins de procession. Elles matérialisent souvent l'itinéraire d'approche des édifices mégalithiques importants.

## Exemples
Les principaux exemples sont l'avenue de Stonehenge, la Beckhampton Avenue (en) et la Kennet Avenue d'Avebury, mais aussi le complexe des Thornborough Henges (en).